# José Ángel
José Ángel Alonso Martín, meglio noto come José Ángel (Salamanca, 2 marzo 1989), è un calciatore spagnolo, difensore svincolato.

## Biografia
Anche suo fratello Jorge è stato un calciatore.

## Carriera
Nato a Salamanca in Castiglia e León, José Ángel ha iniziato a giocare nel settore giovanile del Salamanca, e ha fatto il suo esordio con la seconda squadra nella stagione 2008-2009, nella Tercera División. Nell'estate del 2010, è stato aggregato in prima squadra, che milita in Segunda División.
Il 3 ottobre 2010, José Ángel ha giocato la sua prima partita da professionista, entrando come sostituto nel finale nella vittoria esterna per 1-0 contro il Villarreal B. Con i Charros gioca otto partite, stagione culminata con la retrocessione in Segunda División B.
Il 20 luglio 2013 si è trasferito all'Elche, venendo inserito nella seconda squadra, che partecipa al campionato di terza serie, a seguito del fallimento del Salamanca. Dopo aver collezionato buone prestazioni, è stato promosso in prima squadra il 27 luglio dell'anno successivo e ha firmato un nuovo contratto triennale il 21 agosto.
José Ángel ha esordito nella Liga il 24 agosto 2014, venendo schierato come centrocampista difensivo nella sconfitta esterna per 0-3 contro il Barcellona. Durante la stagione, riesce a giocare 13 partite, con la sua squadra che viene retrocessa forzatamente a causa di problemi amministrativi.
Segna il suo primo gol da professionista il 24 maggio 2016, nella sconfitta esterna per 1-2 contro il Maiorca. Il 19 luglio 2017, a seguito di un'altra retrocessione, si è trasferito a quest'ultimi.
Il 31 agosto 2018, dopo aver svolto un provino, ha firmato un contratto con l'Eastern, formazione militante nella massima serie di Hong Kong. Va a segno al suo esordio due giorni dopo, in una vittoria casalinga per 3-2 contro l'R&F. Il 27 ottobre, ha subito un infortunio al legamento del ginocchio nell'incontro di Senior Challenge Shield contro il Lee Man; nonostante la squadra abbia sperato di riaverlo subito a disposizione, il 26 novembre è stato confermato che il giocatore sarebbe tornato in Spagna per subire una ricostruzione del legamento crociato anteriore, concludendo così la sua stagione anticipatamente.
Il 26 dicembre 2019, José Ángel ha firmato un contratto con l'Unionistas.
Il 7 novembre 2020, ha fatto ritorno a Hong Kong firmando un contratto con il Lee Man.

## Statistiche

### Presenze e reti nei club
Statistiche aggiornate al 3 aprile 2021.
| Stagione         | Squadra          | Campionato       | Campionato | Campionato | Coppe nazionali | Coppe nazionali | Coppe nazionali | Coppe continentali | Coppe continentali | Coppe continentali | Altre coppe | Altre coppe | Altre coppe | Totale | Totale |
| Stagione         | Squadra          | Comp             | Pres       | Reti       | Comp            | Pres            | Reti            | Comp               | Pres               | Reti               | Comp        | Pres        | Reti        | Pres   | Reti   |
| ---------------- | ---------------- | ---------------- | ---------- | ---------- | --------------- | --------------- | --------------- | ------------------ | ------------------ | ------------------ | ----------- | ----------- | ----------- | ------ | ------ |
| 2010-2011        | Salamanca        | SD               | 8          | 0          | CR              | 0               | 0               | -                  | -                  | -                  | -           | -           | -           | 8      | 0      |
| 2011-2012        | Salamanca        | SDB              | 25         | 3          | CR              | 1               | 0               | -                  | -                  | -                  | -           | -           | -           | 26     | 3      |
| 2012-2013        | Salamanca        | SDB              | 35         | 1          | CR              | 0               | 0               | -                  | -                  | -                  | -           | -           | -           | 35     | 1      |
| Totale Salamanca | Totale Salamanca | Totale Salamanca | 68         | 4          |                 | 1               | 0               |                    | -                  | -                  |             | -           | -           | 69     | 4      |
| 2013-2014        | Elche Ilicitano  | SDB              | 36         | 3          | -               | -               | -               | -                  | -                  | -                  | -           | -           | -           | 36     | 3      |
| 2014-2015        | Elche            | PD               | 13         | 0          | CR              | 1               | 0               | -                  | -                  | -                  | -           | -           | -           | 14     | 0      |
| 2015-2016        | Elche            | SD               | 17         | 1          | CR              | 0               | 0               | -                  | -                  | -                  | -           | -           | -           | 17     | 11     |
| 2016-2017        | Elche            | SD               | 20         | 1          | CR              | 2               | 0               | -                  | -                  | -                  | -           | -           | -           | 22     | 1      |
| Totale Elche     | Totale Elche     | Totale Elche     | 50         | 2          |                 | 3               | 0               |                    | -                  | -                  |             | -           | -           | 53     | 2      |
| 2017-2018        | Maiorca          | SDB              | 17         | 0          | CR              | 1               | 0               | -                  | -                  | -                  | -           | -           | -           | 18     | 0      |
| 2018-2019        | Eastern          | PL               | 4          | 2          | SCS             | 1               | 0               | -                  | -                  | -                  | -           | -           | -           | 5      | 2      |
| gen.-giu. 2020   | Unionistas       | SDB              | 9          | 0          | CR              | 2               | 0               | -                  | -                  | -                  | -           | -           | -           | 11     | 0      |
| 2020-2021        | Lee Man          | PL               | 3          | 0          | -               | -               | -               | -                  | -                  | -                  | -           | -           | -           | 3      | 0      |
| Totale carriera  | Totale carriera  | Totale carriera  | 187        | 11         |                 | 8               | 0               |                    | -                  | -                  |             | -           | -           | 195    | 11     |